# Coupe d'Italie de football 2005-2006
Navigation
Coupe d'Italie 2004-2005 Coupe d'Italie 2006-2007
La Coupe d'Italie de football 2005-2006 est la 59e édition de la Coupe d'Italie. La compétition commence le 6 août 2005 et elle se termine le 11 mai 2006, date de la finale retour. Le club vainqueur de la Coupe est qualifié d'office pour la Coupe UEFA 2006-2007 hormis s'il gagne le droit de disputer la Ligue des champions.
La finale oppose l'Inter Milan à l'AS Rome et le club lombard gagne par 4-2, score cumulé aller-retour.

## Déroulement de la compétition

### Serie A (D1)
19 des 20 clubs de Serie A sont engagés en Coupe d'Italie.

### Serie B (D2)
21 des 22 clubs de Serie B sont engagés en Coupe d'Italie.

### Serie C1 (D3)
27 des 36 clubs de Serie C1 sont engagés en Coupe d'Italie.

### Serie C2 (D4)
5 des 54 clubs de Serie C2 sont engagés en Coupe d'Italie.

### Calendrier
| Phase              | Tour           | Aller                                        | Retour                            |
| ------------------ | -------------- | -------------------------------------------- | --------------------------------- |
| Phase préliminaire | 1er tour       | 7 août 2005                                  | -                                 |
| Phase préliminaire | 2e tour        | 14 août 2005                                 | -                                 |
| Phase préliminaire | 3e tour        | 21 août 2005                                 | -                                 |
| Phase finale       | 1/8e de finale | 29 - 30 novembre - 1er - 7 - 8 décembre 2005 | 10 - 11 - 12 janvier 2006         |
| Phase finale       | 1/4 de finale  | 24 - 25 - 26 janvier 2006                    | 31 janvier - 1er - 2 février 2006 |
| Phase finale       | 1/2 finales    | 22 mars 2006                                 | 11 - 12 avril 2006                |
| Phase finale       | Finale         | 3 mai 2006                                   | 11 mai 2006                       |

## Résultats

### Premier tour
| Division      | Club                       | Score               | Club                  | Division      |
| ------------- | -------------------------- | ------------------- | --------------------- | ------------- |
| Serie A (D1)  | Empoli FC                  | 2 - 1               | AS Pizzighettone      | Serie C1 (D3) |
| Serie C1 (D3) | AC Sangiovannese           | 0 - 2               | FC Crotone            | Serie B (D2)  |
| Serie C2 (D4) | SS Cavese 1919             | 0 - 1               | Parme FC              | Serie A (D1)  |
| Serie C1 (D3) | Calcio Padoue              | 3 - 0               | US Triestina Calcio   | Serie B (D2)  |
| Serie C1 (D3) | AS Cittadella              | 3 - 2               | Modène FC             | Serie B (D2)  |
| Serie C1 (D3) | AC Lumezzane               | 1 - 2               | Ternana Calcio        | Serie B (D2)  |
| Serie A (D1)  | AS Livourne Calcio         | 3 - 0               | AC Forlì              | Serie C2 (D4) |
| Serie C1 (D3) | Genoa CFC                  | 0 - 3               | US Catanzaro          | Serie B (D2)  |
| Serie C1 (D3) | Pro Patria Gallaratese GB  | 0 - 1               | UC AlbinoLeffe        | Serie B (D2)  |
| Serie A (D1)  | Trévise FBC                | 0 - 1               | SS Manfredonia Calcio | Serie C1 (D3) |
| Serie C1 (D3) | San Marino Calcio          | 1 - 3               | Cagliari Calcio       | Serie A (D1)  |
| Serie C1 (D3) | US Grosseto FC             | 2 - 0               | AC Mantoue            | Serie B (D2)  |
| Serie C1 (D3) | US Massese                 | 0 - 1               | Atalanta BC           | Serie B (D2)  |
| Serie C1 (D3) | Pise Calcio                | 1 - 1 a.p., 6-5 tab | Calcio Catane         | Serie B (D2)  |
| Serie C1 (D3) | SS Juve Stabia             | 1 - 2               | AC Sienne             | Serie A (D1)  |
| Serie C1 (D3) | Frosinone Calcio           | 0 - 3               | US Avellino           | Serie B (D2)  |
| Serie C1 (D3) | AC Pro Sesto               | 0 - 1               | Brescia Calcio        | Serie B (D2)  |
| Serie C1 (D3) | SS Lanciano                | 0 - 3               | AC Arezzo             | Serie B (D2)  |
| Serie C2 (D4) | Valenzana Calcio           | 0 - 5               | AC Chievo Vérone      | Serie A (D1)  |
| Serie C1 (D3) | Sambenedettese Calcio 1923 | 2 - 4               | US Cremonese          | Serie B (D2)  |
| Serie C1 (D3) | AC Martina 1947            | 1 - 2               | AS Bari               | Serie B (D2)  |
| Serie A (D1)  | Ascoli Calcio 1898         | 2 - 0               | AS Acireale           | Serie C1 (D3) |
| Serie C1 (D3) | AC Monza Brianza 1912      | 1 - 1 a.p., 5-3 tab | US Lecce              | Serie A (D1)  |
| Serie C1 (D3) | AC Pavie                   | 2 - 1               | Vicence Calcio        | Serie B (D2)  |
| Serie B (D2)  | Hellas Vérone FC           | 2 - 0               | Teramo Calcio         | Serie C1 (D3) |
| Serie C1 (D3) | AS Lucchese Libertas       | 1 - 2 a.p.          | Plaisance FC          | Serie B (D2)  |
| Serie C2 (D4) | SSC Giugliano              | 1 - 2 a.p.          | Reggina Calcio        | Serie A (D1)  |
| Serie C1 (D3) | Naples Soccer              | 2 - 0               | Pescara Calcio        | Serie B (D2)  |
| Serie C1 (D3) | Ravenne Calcio             | 0 - 1               | Bologne FC 1909       | Serie B (D2)  |
| Serie C1 (D3) | Spezia Calcio 1906         | 0 - 1 a.p.          | AC Cesena             | Serie B (D2)  |
| Serie A (D1)  | ACF Fiorentina             | 4 - 0               | AS Cisco Lodigiani    | Serie C2 (D4) |
| Serie C1 (D3) | AC Pistoiese               | 0 - 1               | Rimini Calcio FC      | Serie B (D2)  |

### Deuxième tour
Le Parme FC et le Calcio Padoue sont exempts.
| Division      | Club                  | Score               | Club               | Division      |
| ------------- | --------------------- | ------------------- | ------------------ | ------------- |
| Serie B (D2)  | FC Crotone            | 2 - 3 a.p.          | Empoli FC          | Serie A (D1)  |
| Serie C1 (D3) | AS Cittadella         | 0 - 0 a.p., 7-6 tab | Ternana Calcio     | Serie B (D2)  |
| Serie B (D2)  | US Catanzaro          | 0 - 0 a.p., 2-4 tab | AS Livourne Calcio | Serie A (D1)  |
| Serie C1 (D3) | SS Manfredonia Calcio | 3 - 2               | UC AlbinoLeffe     | Serie B (D2)  |
| Serie C1 (D3) | US Grosseto FC        | 1 - 2               | Cagliari Calcio    | Serie A (D1)  |
| Serie C1 (D3) | Naples Soccer         | 1 - 0               | Reggina Calcio     | Serie A (D1)  |
| Serie C1 (D3) | Pise Calcio           | 0 - 1               | Atalanta BC        | Serie B (D2)  |
| Serie B (D2)  | US Avellino           | 0 - 1               | AC Sienne          | Serie A (D1)  |
| Serie B (D2)  | AC Arezzo             | 2 - 2 a.p., 6-7 tab | Brescia Calcio     | Serie B (D2)  |
| Serie B (D2)  | US Cremonese          | 0 - 1               | AC Chievo Vérone   | Serie A (D1)  |
| Serie B (D2)  | AS Bari               | 2 - 1               | Ascoli Calcio 1898 | Serie A (D1)  |
| Serie C1 (D3) | AC Monza Brianza 1912 | 1 - 1 a.p., 4-5 tab | AC Pavie           | Serie C1 (D3) |
| Serie B (D2)  | Plaisance FC          | 2 - 1               | Hellas Vérone FC   | Serie B (D2)  |
| Serie B (D2)  | AC Cesena             | 1 - 0               | Bologne FC 1909    | Serie B (D2)  |
| Serie B (D2)  | Rimini Calcio FC      | 1 - 2 a.p.          | ACF Fiorentina     | Serie A (D1)  |

### Troisième tour
| Division      | Club                  | Score          | Club               | Division     |
| ------------- | --------------------- | -------------- | ------------------ | ------------ |
| Serie A (D1)  | Empoli FC             | 1 - 1, 7-8 tab | Parme FC           | Serie A (D1) |
| Serie C1 (D3) | AS Cittadella         | 3 - 2          | AS Livourne Calcio | Serie A (D1) |
| Serie C1 (D3) | SS Manfredonia Calcio | 2 - 2, 4-6 tab | Cagliari Calcio    | Serie A (D1) |
| Serie A (D1)  | AC Sienne             | 0 - 4          | Atalanta BC        | Serie B (D2) |
| Serie B (D2)  | Brescia Calcio        | 1 - 0          | AC Chievo Vérone   | Serie A (D1) |
| Serie C1 (D3) | AC Pavie              | 0 - 0, 5-6 tab | AS Bari            | Serie B (D2) |
| Serie C1 (D3) | Naples Soccer         | 1 - 0          | Plaisance FC       | Serie B (D2) |
| Serie B (D2)  | AC Cesena             | 0 - 1          | ACF Fiorentina     | Serie A (D1) |

### Huitièmes de finale
| Division      | Club            | Aller | Total | Retour | Club           | Division      |
| ------------- | --------------- | ----- | ----- | ------ | -------------- | ------------- |
| Serie A (D1)  | AC Milan        | 3 - 1 | 7 - 4 | 4 - 3  | Brescia Calcio | Serie B (D2)  |
| Serie B (D2)  | Atalanta BC     | 1 - 0 | 2 - 3 | 1 - 3  | Udinese Calcio | Serie A (D1)  |
| Serie A (D1)  | Parme FC        | 0 - 1 | 0 - 1 | 0 - 0  | FC Inter Milan | Serie A (D1)  |
| Serie A (D1)  | ACF Fiorentina  | 2 - 2 | 3 - 6 | 1 - 4  | Juventus FC    | Serie A (D1)  |
| Serie B (D2)  | AS Bari         | 0 - 0 | 4 - 5 | 4 - 5  | US Palerme     | Serie A (D1)  |
| Serie A (D1)  | SS Lazio        | 2 - 0 | 2 - 0 | 0 - 0  | AS Cittadella  | Serie C1 (D3) |
| Serie A (D1)  | Cagliari Calcio | 1 - 1 | 2 - 3 | 1 - 2  | UC Sampdoria   | Serie A (D1)  |
| Serie C1 (D3) | Naples Soccer   | 0 -3  | 1 - 5 | 1 - 2  | AS Rome        | Serie A (D1)  |

### Quarts de finale
| Division     | Club           | Aller | Total | Retour | Club           | Division     |
| ------------ | -------------- | ----- | ----- | ------ | -------------- | ------------ |
| Serie A (D1) | AC Milan       | 1 - 0 | 1 - 3 | 0 - 3  | US Palerme     | Serie A (D1) |
| Serie A (D1) | Udinese Calcio | 1 - 1 | 3 - 3 | 2 - 2  | UC Sampdoria   | Serie A (D1) |
| Serie A (D1) | SS Lazio       | 1 - 1 | 1 - 2 | 0 - 1  | FC Inter Milan | Serie A (D1) |
| Serie A (D1) | Juventus FC    | 2 - 3 | 2 - 4 | 0 - 1  | AS Rome        | Serie A (D1) |

### Demi-finales
| Division     | Club           | Aller | Total | Retour | Club           | Division     |
| ------------ | -------------- | ----- | ----- | ------ | -------------- | ------------ |
| Serie A (D1) | FC Inter Milan | 1 - 0 | 3 - 2 | 2 - 2  | Udinese Calcio | Serie A (D1) |
| Serie A (D1) | US Palerme     | 2 - 1 | 2 - 2 | 0 - 1  | AS Rome        | Serie A (D1) |

### Finale
| Division     | Club    | Aller | Total | Retour | Club           | Division     |
| ------------ | ------- | ----- | ----- | ------ | -------------- | ------------ |
| Serie A (D1) | AS Rome | 1 - 1 | 2 - 4 | 1 - 3  | FC Inter Milan | Serie A (D1) |